# Кевин Уилямсън
Кевин Мийд Уилямсън (роден на 14 март 1965) е американски сценарист, най-известен от филмите Писък, Знам какво направи миналото лято и The Faculty, както и на популярния телевизионен сериал Dawson's Creek и от скоро с Дневниците на вампира

## Живот и кариера

### Ранни години
Уилямсън е роден в Ню Берн, Северна Каролина, по-малкият син на Лили Фей (по баща Питман), разказвач на истории. Той е живял в съседни крайбрежни общности на ориенталски, но преди да започне училище семейството му се премества в Арансас, Тексас, по-късно се премества във Фултън, Тексас, и двете близо Корпус Кристи. Семейството на Уилямсън се връща в Ориентъл преди Кевин да влезе в гимназия. От най-ранна възраст има интерес към филми особено тези на Стивън Спилбърг, кандидатства за New York's university's film school и е приет, но тъй като не може да си позволи обучението, той влиза в училище близо до дома си в университет в Източна Каролина, Грийнвъл и Южна Каролина когато си взе БА в театрални изкуства.

### Кариера в телевизията
След дипломирането си се мести в Ню Йорк, за да преследва актьорска кариера. Въпреки че той разтоварва част от сапунена опера Another World през 1990 г., той се премества в Лос Анджелис на следващата година, когато е на малки части в In Living Color, Roger Corman film, Hard Run, и в музикални видеоклипове. Докато взема уроци по сценарий в Лос Анджелис, той пише първия си скрипт, Killing Mrs. Tingle, който беше купен от продуцентската компания през 1995 г.